# Gare de Zumárraga
La gare de Zumárraga (en espagnol et selon ADIF, ou Zumarraga en basque) est une gare ferroviaire située dans la commune basque de Zumarraga, dans la province de Guipuscoa.
Elle est desservie par des trains grandes lignes à travers des services Media Distancia, Intercity et Alvia. C'est également une gare majeure du réseau de trains périurbains Cercanías Saint-Sébastien exploitée par la Renfe, également terminus d'un certain nombre de services commerciaux de la ligne C-1.
Enfin, cette gare est affectée à la gestion des trains de marchandises, notamment pour les chargements et déchargements des convois. 

## Situation ferroviaire
La gare se trouve au point kilométrique 565,486 de la ligne de Madrid à Hendaye, à 355,89 mètres d'altitude.

## Histoire
La gare a été inaugurée le 20 août 1864 avec la mise en service du tronçon entre Altsasu et Beasain de la ligne radiale de Madrid à Hendaye. Son exploitation est restée à la charge de la Compañía de los Caminos de Hierro del Norte de España jusqu'en 1941 où les opérateurs ferroviaires ont été nationalisés et regroupés à l'intérieur de la Renfe. Depuis le 31 décembre 2004, la gestion de l'infrastructure et de l'exploitation ont été séparées en deux entités distinctes : la ligne appartient à ADIF tandis que la Renfe exploite les trains qui y circulent.

## Service des voyageurs

### Accueil

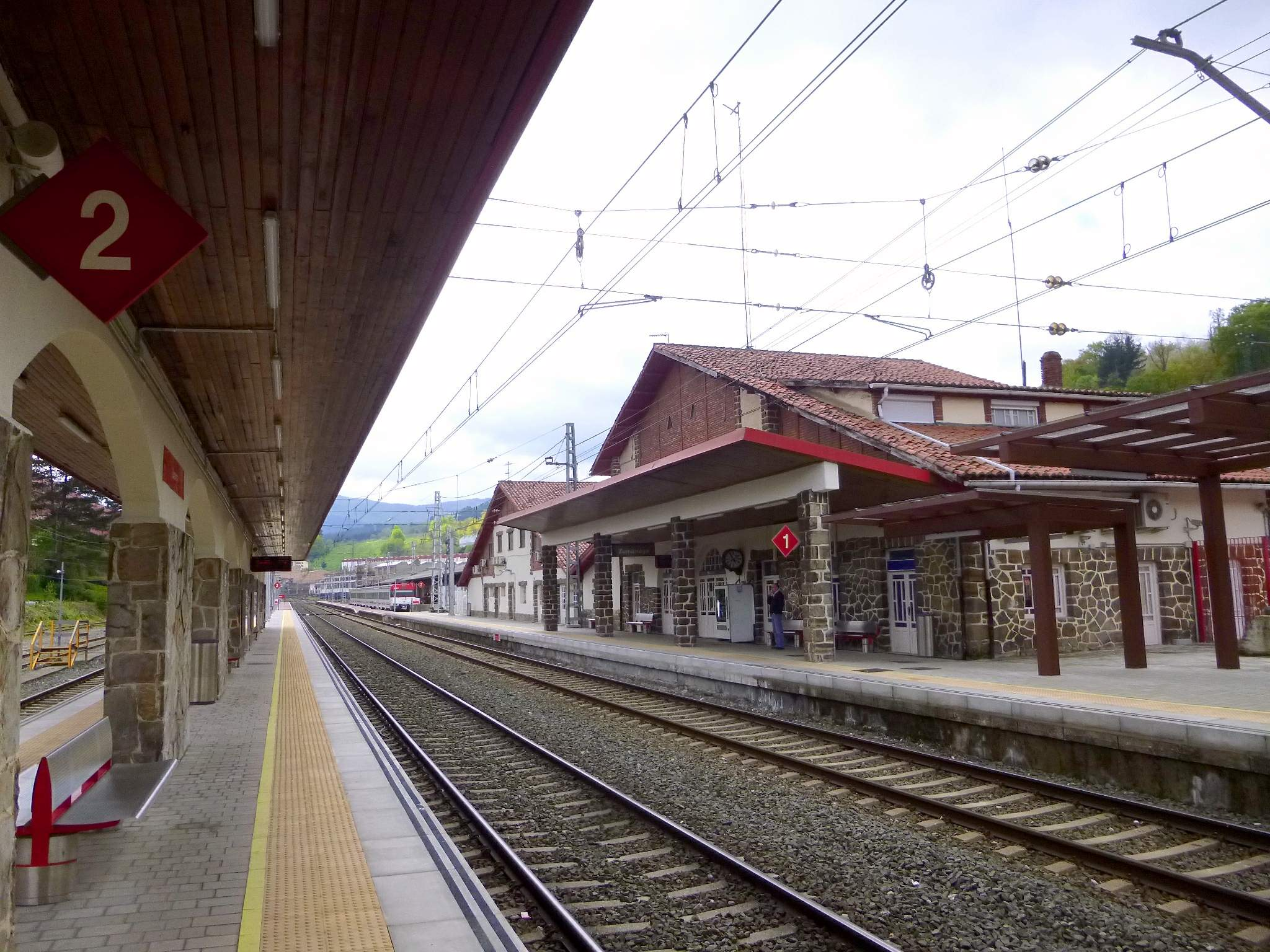
Vue d'ensemble de la gare depuis le quai de la voie 2.

La gare de Zumárraga dispose d'un important bâtiment voyageurs à trois étages, couvert par un large toit dans le style de l'architecture locale.
Elle dispose de cinq voies à quai dont deux voies principales (voies 1 et 2), deux voies en impasse (voie 5 pour les trains provenant d'Altsasu et voie 7 pour les trains en provenance de Saint-Sébastien), ainsi qu'une voie déviée (voie 4). On trouve enfin quatre dernières voies réservées à la charge et au déchargement des trains de marchandises.

### Desserte

#### Larga Distancia
La gare de Zumárraga est desservie quotidiennement par des trains Alvia reliant Hendaye à Barcelone-Sants ou à Madrid-Chamartín. De plus, un train Intercity par sens circule quotidiennement entre Irun et Vitoria-Gasteiz, en correspondance avec un train Alvia en direction de la Galice.

#### Trains régionaux et de moyenne distance
La gare de Zumárraga est desservie chaque jour par les trains Media Distancia de Renfe reliant Irun à Madrid-Chamartín ainsi que les trains Regional Exprés reliant Irun à Vitoria-Gasteiz.

#### Cercanías
L'ensemble des trains de banlieue de la ligne C-1 des Cercanías Saint-Sébastien desservent la gare. Certains trains, en provenance du nord de la ligne, y font leur terminus.

### Intermodalité
La gare ferroviaire est en correspondance avec la ligne GO06 du réseau Lurraldebus, effectuant des boucles dans les villes de Zumarraga, Ormaiztegi, Itsaso, Ezkio et Gabiria.